# Ranoidea subglandulosa
A Ranoidea subglandulosa a kétéltűek (Amphibia) osztályának békák (Anura) rendjébe, a Pelodryadidae családba, azon belül a Pelodryadinae alcsaládba tartozó faj.

## Előfordulása
A faj Ausztrália endemikus faja. Természetes élőhelye a mérséklet égövi erdők, szubtrópusi vagy trópusi nedves síkvidéki erdők, szubtrópusi vagy trópusi nedves hegyvidéki erdők, mérsékelt égövi bozótosok, legelők. A fajt élőhelyének elvesztése fenyegeti.